# Culicoides arenarius
Culicoides arenarius är en tvåvingeart som beskrevs av Edwards 1922. Culicoides arenarius ingår i släktet Culicoides och familjen svidknott. Inga underarter finns listade i Catalogue of Life.